# Albin Plank
Albin Plank (* 4. März 1931 in Hohenems; † 5. April 2019 in Hüttau) war ein österreichischer Skispringer.
Plank war in den Jahren 1953 bis 1961 aktiv. 1960 gewann er im Rahmen der Vierschanzentournee das Springen in Bischofshofen, nachdem er in Oberstdorf bereits Zweiter und in Innsbruck Dritter geworden war. So wurde er Zweiter der Tournee ebenso wie bei den österreichischen Meisterschaften am 24. Januar 1960 in Saalfelden (allerdings auf der Köhlergrabenschanze in Zell am See ausgetragen). Bei den Olympischen Winterspielen 1960 in Squaw Valley kam er auf Platz 14.